# فورين بوليسي
فورين بوليسي (بالإنجليزية: Foreign Policy) هي مجلة أمريكية تصدر كل شهرين. أسسها سنة 1970 صامويل هنتغتون و وارن ديميان مانشل. تنشر المجلة سنويا مؤشر الدول الفاشلة.

## النسخة العربية
أصدر الإعلامي الليبي محمود شمام النسخة العربية من فورين بوليسي.

## وصلات خارجية
- الموقع الرسمي